# 教育法修正案第九条
教育法修正案第九条是于1972年6月23日实施的美国法律，规定任何人都不应该因为性别的原因被排除在由联邦资助的教育和活动计划之外，不能被剥夺这个计划和活动提供的待遇，也不能因性别原因受到这个计划和活动的歧视。
简而言之，这个条款禁止接受联邦经费的教育机构有任何性别歧视行为，它适用于由联邦资助的教育机构的任何教育计划，包括入学、招生、课程设置、职业教育、体育教育等各个方面。无论是幼儿园，还是大学，无论是公立学校，还是私立学校，只要接受了联邦资助，就受这个条款的约束。如果某个教育机构被发现违反了教育修正案第9条，那么它的联邦经费就会被取消。

## 历史
20世纪60年代末和70年代初，美国民权和女权运动势如破竹。1972年，为了改变女性在教育方面受到不平等待遇的局面，美国国会通过教育修正案第9条，经尼克松总统签署成为法律。在这条法律通过之前，美国的教育体制偏袒男性，有的时候甚至公开歧视女性。那时，学校可以限制女性的招生人数，很多高中课堂甚至男女分班。

## 适用范围
教育修正案第9条说，男女学生不仅在体育，而且在数学、科学或其它任何领域都应该享受同等的机会。虽然教育修正案第9条没有说明什么样的行为构成非法歧视，也没有列举什么类别的歧视受到这条法律约束，但是，美国法庭把破坏平等的体育运动机会、性骚扰以及对孕妇的歧视等，都包括在第9条的范畴之内。教育修正案第9条通过后，由美国教育部民权办公室负责实施。

## 影响
教育修正案第9条的通过和实施给美国社会带来巨大的影响，据有关专家估计，1972年女运动员只能得到体育运作经费的2%，而且几乎拿不到任何体育奖学金，担任体育教练和在大学体育系担任行政职务的女性寥寥无几。参加大学正式体育队的妇女也不到3万人，如今却超过了 15万人。参与体育运动的高中女生当年不到30万人，如今却有300多万人。一些人士认为，美国女性在2004年夏季奥运会上之所以表现杰出，要归功于为女性提供了和男性同等竞争机会的教育修正案第9条。 